# Naši mejniki
Naši mejniki ist ein Erzählband des slowenischen Schriftstellers Prežihov Voranc (1893–1950). Das Buch erschien auf Slowenisch im Jahre 1946, die deutsche Übersetzung lautet Grenzsteine.

## Inhalt
Die Erzählungen in Grenzsteine handeln von Begebenheiten im slowenisch-kärntnerischen Grenzgebiet. In erster Linie werden Geschichten von Partisanen und Erlebnisse mit und von Nationalsozialisten erzählt, denen tatsächliche Begebenheiten zugrunde liegen, jedoch vom Autor literarisch verfremdet wurden. Außerdem finden sich zwei Beschreibungen von KZ-Aufenthalten, die der Autor am eigenen Leibe erfahren musste, sowie ein Tagebuchauszug, der für das Original ins Slowenische übersetzt wurde. Alle Geschichten stammen aus der unmittelbaren Umgebung des Autors, gehen auf eigene Erlebnisse zurück oder wurden von ihm recherchiert und spielen zwischen 1941 und 1945. Das Buch ist keine plumpe Verherrlichung der Partisanen, obwohl der Autor auf deren Seite steht, es schildert nicht nur individuelle Heldentaten, sondern auch Dinge, die gerne verschwiegen wurden. Es spiegeln sich darin die gespaltene Haltung innerhalb des slowenischen Volkes zum Nationalsozialismus, Opportunismus und Duckertum sowie die Grausamkeit und Unmenschlichkeit dieses Krieges.
Die alte Burg. Die erste Erzählung handelt von einem behinderten Jugendlichen namens Vester, der bei einer Burgruine oberhalb eines slowenischen Ortes (gemeint ist Drauburg) die dort vor sich gehenden Ereignisse seit dem Einmarsch der Deutschen 1941 beobachtet. Er sieht die anfängliche Begeisterung der Bevölkerung, dann wie allmählich einzelne Personen und Familien ausgesiedelt werden, bis hin zum beginnenden Partisanenkampf, als dann Gefangene auf die Burgruine gebracht wurden, um hier exekutiert zu werden. Die anfängliche heimliche Beobachterfunktion des Burschen wandelt sich, als sich vor seinen Augen die Quälerei eines brutalen Verhörs durch einen einheimischen Nationalsozialisten an einer ebenfalls einheimischen jungen Frau abspielt, die Partisanen versteckt hat. Vester wirft Schlangen, die sich dort gesonnt haben, auf den Quäler Hubert hinab, und dieser flüchtet in Panik. Kurze Zeit später wird der gefangene Vester auf ebendieser Burgruine selbst exekutiert.
Kristina. Drei slowenische Burschen haben sich freiwillig an einer Patrouille beteiligt, die Partisanen auf dem Berg über dem Ort aufspüren soll. Tatsächlich stoßen sie auf diese und ein Gefecht entbrennt, bei dem alle drei auf eine Person schießen, die in der Dunkelheit verschwindet. Vom schlechten Gewissen getrieben, kehren sie danach wieder an den Schauplatz zurück, weil sie das Gefühl haben, diese Person erschossen zu haben. Sie finden eine junge Frau, Kristina, die als Partisanin gekämpft hat und nun schwer verwundet ist. Aus Mitleid nehmen sie sie mit hinunter und verstecken sie in einem ihrer Häuser. Während der Zeit der Pflege nähern sie sich immer mehr an Kristina an. Als diese, wieder gesund, in den Wäldern verschwunden ist, kehrt sie eines Tages als Kommandantin einer Partisaneneinheit zurück und zwingt die drei, zu den Partisanen mitzukommen. Es war die erste derartige Partisanenmobilisierung in dem Gebiet. Dann weiß man nichts mehr über ihr Schicksal. Nach dem Krieg kehrt einzig Kristina wieder an den Ort ihrer einstigen Pflege zurück. Alle drei Burschen waren gefallen, doch von einem von ihnen trägt sie ein Kind.
Mitternächtlicher Abschied. Die kurze Erzählung schildert die letzte Nacht von vier Gefangenen im Militärgerichtsgebäude von Ljubljana vor ihrer Hinrichtung.
Ein Vater. Der alte Bauer Valentin Kravar hat vier Söhne, die auswärts arbeiten und anfangs nichts mit dem Widerstand zu tun haben. Er sucht einen nach dem anderen auf und fordert sie auf, zu den Partisanen auf den Berg zu gehen. Alle Söhne tun dies auch, aber als sie nach dem Krieg wieder gesund nach Hause kommen, sind die Eltern nicht mehr da – sie wurden als Vergeltung abgeholt.
Drei Söhne.  Die kurze Erzählung schildert das Schicksal dreier Söhne, die alle zu den Partisanen gegangen waren und alle umkamen. Der Vater hatte alle drei selbst begraben müssen.
Die heilige Agnes. Zu der einsamen Bergkirche der hl. Agnes werden neun gefangene Partisanen von einem Trupp deutscher Soldaten zur Exekution gebracht. Dort werden sie erschossen. Anschließend stößt eine Partisaneneinheit zufällig auf die Gruppe und erschießt nun ihrerseits die Deutschen.
Zwei Freundinnen. Zwei enge Freundinnen sind gemeinsam bei den Partisanen. Bei einem Gefecht wird eine davon schwer verwundet. Als es aussichtslos erscheint, dass die Verwundete sich noch retten kann, bittet sie ihre Freundin, sie zu erschießen, bevor sie in Gefangenschaft gerät. Nach schwerem inneren Kampf erfüllt die Freundin diese letzte Bitte.
Zwei Freunde. Zwei ursprünglich unzertrennliche Jugendfreunde bringt das Leben schließlich doch auseinander. Während einer deutscher Soldat wird, landet der andere bei den Partisanen. Der Partisan wird gefangen genommen. Einer der deutschen Soldaten meldet sich freiwillig, um ihn zu exekutieren. Als die beiden abseits sich allein gegenüberstehen, erkennen sie sich wieder. Die Lage ist aussichtslos. Da gelingt es dem Gefangenen zu fliehen. Während der deutsche Soldat sich selbst erschießt, wird der andere auf der Flucht erschossen.
Geschäftlich in Vič. Ein Laibacher Bürger, ein Geschäftsmann, der sich aus den politischen Auseinandersetzungen heraushalten zu können glaubt, tritt eine Geschäftsreise in den südlichen Stadtteil Vič an. Die Stadt ist von den Italienern besetzt und hermetisch abgeriegelt. Da er sich nichts zuschulden kommen ließ, ist der Bürger völlig ruhig und sicher. Als er zufällig bei einem Friseur sitzt, um sich rasieren zu lassen, stürmen italienische Soldaten herein. Sie sind völlig verstört und nervös. Der völlig eingeseifte Bürger wird mit dem Friseur und dem Lehrling abgeführt. Mit der Zeit stellt sich heraus, dass ein Italiener erschossen wurde und der Mörder in dem Haus des Friseurs verschwunden ist. Da die Soldaten niemand anderen finden, nehmen sie die drei Unbeteiligten mit. Als der Bürger gefesselt vor einem Erschießungskommando steht, erkennt er, dass es nicht möglich ist, sich aus dem Krieg herauszuhalten – doch es ist zu spät.
Der Sieger. Zu einem Bauern, der den Partisanen geholfen hatte, kommt ein Kommando deutscher Soldaten, um ihm zur Strafe seine Habe wegzunehmen und ihn zu erschießen. Der Bauer, der seine ausweglose Lage erkennt, erbittet sich eine letzte Zigarette und zündet damit seinen eigenen Hof an, damit er nicht den Deutschen in die Hände falle.
Der Ruf der Heimat. Ein Mann war vor Jahrzehnten nach Rumänien ausgewandert und hat nichts mehr von sich hören lassen. Daher hat er auch keine Nachrede zu Hause. Plötzlich taucht im Krieg ein junger Mann in einem Haus auf, der nur Deutsch spricht. Nach längerer Unklarheit stellt sich heraus, dass es der Sohn jenes Verschollenen ist, der aus Rumänien hierher gekommen ist, um zu den Partisanen zu gehen. Die Hausleute sind erschrocken und wissen nicht, was sie mit ihm anfangen sollen. Sie nehmen ihn auf und versuchen ihm sein Vorhaben auszureden. Doch der Bursch verschwindet eines Tages und später auch noch eine Tochter und ein Sohn, der auf Heimaturlaub war. Deswegen wurden die Alten verbannt. Der junge Rumäne und die Tochter des Hauses aber fielen beide im Kampf.
Wie viele sind es heute? Hier schildert der Autor seine eigenen Erlebnisse im KZ Mauthausen. Er gehörte mit vier anderen einem sogenannten Totenkommando an, die jeden Tag durch das Lager gehen und die verstorbenen Gefangenen zählen und wegtragen mussten. Für jeden Toten erhielten sie noch dessen Essensration für diesen Tag, die bereits eingeteilt war. Einer des Kommandos, ein Russe, handelte mit diesen überschüssigen Essensrationen. Als eines Tages ein vermeintlich Toter, den sie auf einen Leichenhaufen geworfen hatten, wieder lebendig wird, ist es gerade dieser Russe, der ihn mit seinen Portionen wieder aufpäppelt.
Sieben Kinder. Ein Mitgefangener erzählt dem Autor im KZ Mauthausen, wie er wegen seiner sieben Kinder von einem Mörder in einem anderen Arbeitslager verschont worden ist.
Die Leute um die Uršlja Gora. Auf dem Berg stehen die Häuser in Flammen. Deutsche und Partisanen zünden sich gegenseitig die Häuser an. Derjenige, der als Erster in die Wälder gegangen war, um als Partisan zu kämpfen, fiel als Letzter knapp vor Kriegsende.
Begegnung. Der Autor erzählt von verschiedenen Begegnungen während seiner Gefangenschaft mit anderen Kärntnern, Deutschkärntnern und Slowenen.
Acht Kameraden. Erzählt wird die Exekution in einem abgelegenen Waldstück.
Die Kindesfürsorgerin. Das Tagebuch der nationalsozialistischen Kindesfürsorgerin Rosi Germoll (fiktiv) zwischen 1941 und 1945 schildert die rücksichtslose Psyche einer Frau.

## Ausgaben
Das Buch zählt nicht zu den verbreitetsten Werken des Autors, die oft aufgelegt und übersetzt wurden.
- Naši mejniki. Kratke storije iz minulih dni. Celje: Družba sv. Mohorja, 1946
- Zbrano delo Bd. 3: Naši mejniki/Nezbrane novele in črtice (1945-1948)/Solzice/Dodatek. Ljubljana: Državna založba Slovenije, 1971

### Deutsche Übersetzung
- Grenzsteine. Erzählungen. Übersetzung: Erwin Köstler. Drava, Klagenfurt 2005, ISBN 3-85435-410-X.